# 1808 Bellerophon
1808 Bellerophon este un asteroid din centura principală, descoperit pe 24 septembrie 1960, de PLS.